# الساندرو فراتانجلو
الساندرو فراتانجلو (انگلیسی: Alessandro Fratangelo؛ زادهٔ ۷ مهٔ ۱۹۹۸) بازیکن فوتبال است.